# Iž (fiume)
Il fiume Iž (in russo Иж?, in tartaro İj, in udmurto Оӵ, Otš) è un affluente di destra del fiume Kama che scorre nelle repubbliche dell'Udmurtia e del Tatarstan, nella Russia europea.

## Corso del fiume

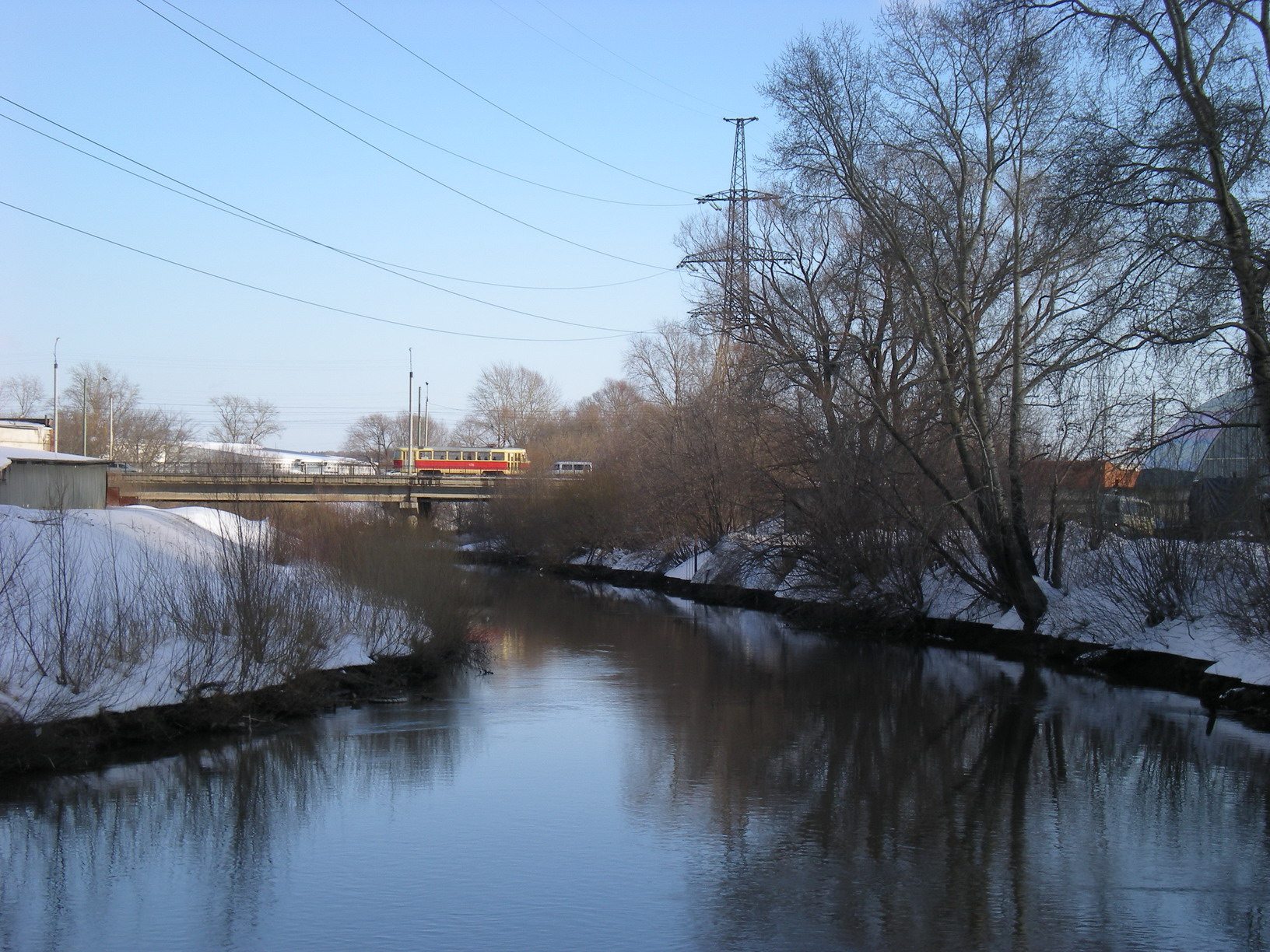
L'Iž a Iževsk.

Il fiume Iž nasce dalla confluenza dei fiumi Bol'šoj e Malyj Iž. La sorgente si trova nel villaggio Malije Oschworzy, in Udmurtia, e comincia il suo corso in direzione sud e sud-ovest circondato da boschi.
Dopo la confluenza con il fiume Ljuk gira a sud-est prima di gettarsi nel lago Iževsk (in russo Ижевский пруд), un bacino artificiale realizzato nel 1760 per alimentare le ferriere della zona, attualmente utilizzato per gli approvvigionamenti idrici per la città di Iževsk.
Il fiume attraversa la città di Iževsk, che si sviluppa attorno all'estremità meridionale della massa d'acqua, per proseguire verso sud in una regione prevalentemente agricola. In questa zona il fiume forma diverse lanche e meandri.
Dopo la città di Agryz il fiume entra nella repubblica del Tatarstan, di cui ne segue il confine per diversi chilometri.
Dopo la confluenza con il Kyrykmas, il fiume piega verso sud-ovest prima di sfociare nel bacino di Nižnekamsk e successivamente nel fiume Kama. Le acque di quest'ultimo si gettano nel Volga, il quale a sua volta sfocia nel mar Caspio.
La lunghezza totale del fiume è pari a 259 km, di cui 70 km dalla sorgente al bacino di Iževsk e 189 km dal lago alla confluenza con la Kama.

## Idrometria

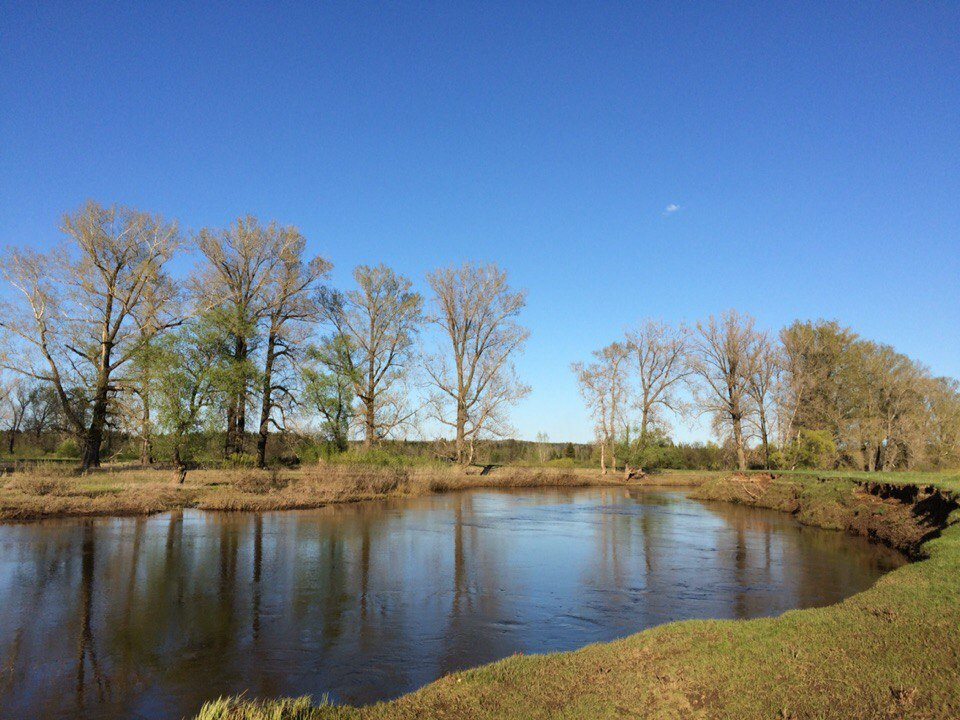
L'Iž nei pressi di Agryz.

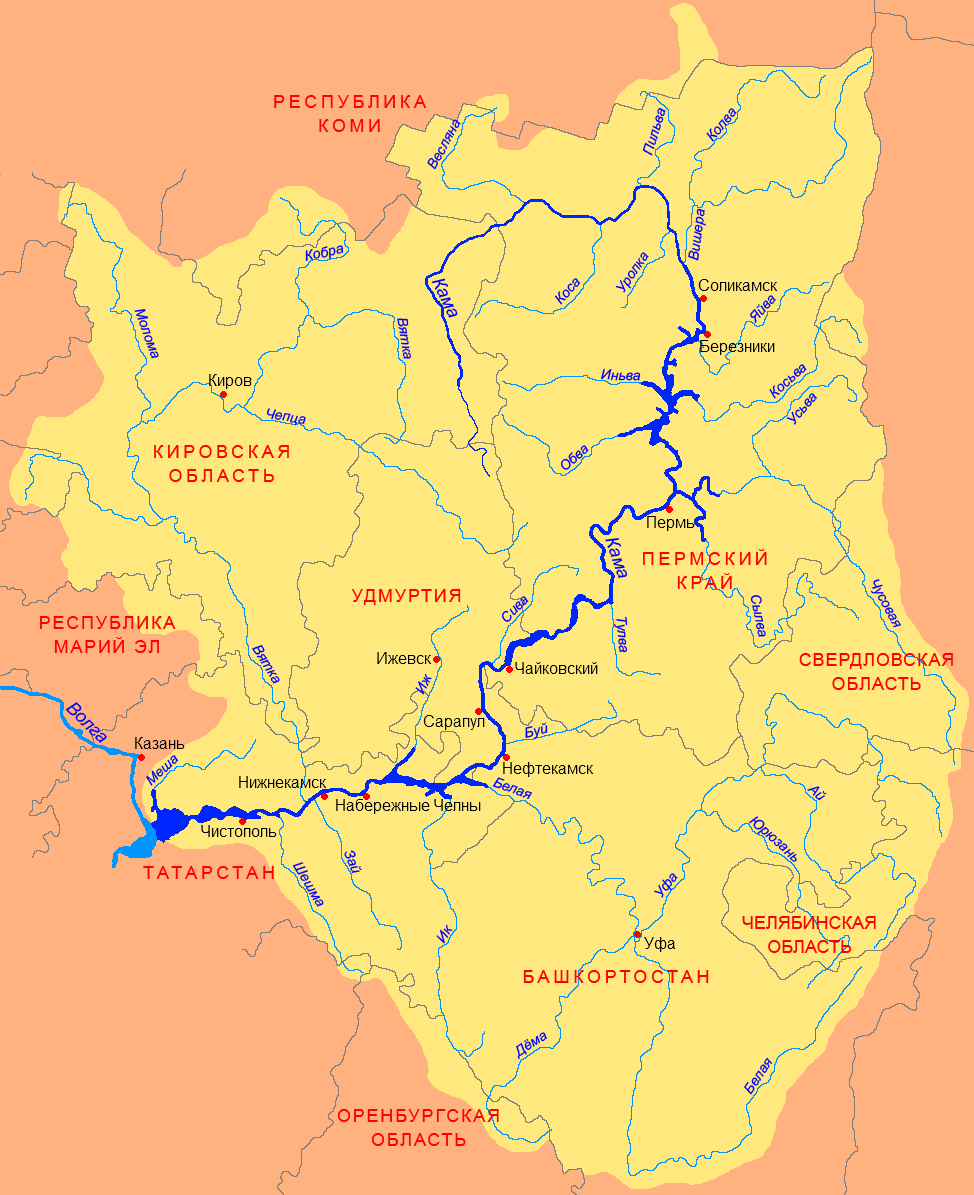
Il bacino del fiume Kama.

L'Iž è navigabile nel suo tratto inferiore nel periodo in cui è libero dai ghiacci (dall'inizio di aprile a metà novembre). Lo spessore di ghiaccio maggiore si registra a marzo, quando raggiunge i 50/70 cm.
La portata media è pari a 34,1 m³/s, con un massimo di 200-250 m³/s tipicamente nella seconda metà di aprile.
La larghezza del fiume a valle del bacino di Iževsk varia tra 22 m e 28 m, con una profondità compresa tra 0,9 e 2,5 m. La velocità delle acque varia tra 0,12 e 0,15 m/s, mentre la pendenza media è 8 m/km.

## Nome
Il fiume dà il nome alla città di Iževsk, attraversata dal corso d'acqua, e alla casa automobilistica Ižmaš.